# Manomera brachypyga
Manomera brachypyga är en insektsart som beskrevs av Rehn, J.A.G. och Morgan Hebard 1914. Manomera brachypyga ingår i släktet Manomera och familjen Diapheromeridae. Inga underarter finns listade i Catalogue of Life.